# Reinsdorf (Thuringe)
Reinsdorf est une commune allemande de l'arrondissement de Kyffhäuser, Land de Thuringe.

## Géographie
Reinsdorf se situe au sud de la Goldene Aue et au nord du Hohe Schrecke. L'Unstrut traverse son territoire.
| Ringleben  | Artern    |            |
| Bretleben  | Reinsdorf | Kalbsrieth |
| Heldrungen |           | Gehofen    |

Reinsdorf se trouve sur la Bundesautobahn 71 et la Bundesstraße 86, ainsi que sur la ligne de Sangerhausen à Erfurt.

## Histoire
Reinsdorf est mentionné pour la première fois au début du IXe siècle sous le nom de Reginhardesdorf dans le répertoire des biens de l'abbaye d'Hersfeld.
Pendant la Seconde Guerre mondiale, des prisonniers de guerre français ainsi que des hommes et des femmes de Pologne et d'Ukraine sont contraints à des travaux agricoles. Le village accueille des populations urbaines fuyant les bombardements. Reinsdorf est pris par l'armée américaine en avril 1945 puis occupé par l'Armée rouge début juillet.

## Personnalités liées à la commune
- Johann George Tromlitz (1725-1805), flûtiste et compositeur